# Gela (fleuve)
Pour les articles homonymes, voir Gela (homonymie).
Le Gela est un fleuve côtier de Sicile.

## Géographie
Il naît du lac artificiel de Disueri, traverse la plaine du Gela puis se jette dans la Méditerranée sur la côte méridionale de l'île, près du golfe du Gela, après un cours de 21 km, entièrement sur le territoire de la commune de Gela, dans la province de Caltanissetta.
Son nom antique était le Gelas ou Gela potamos.
Il a un affluent gauche, le Maroglio.